# Francesc Roig i Navarro
Francesc Roig i Navarro (Tortosa, Baix Ebre, 1867 - Tarragona, Tarragonès, 17 d'agost de 1936), fou un polític i advocat català.
Va estar molt vinculat als nuclis catòlics conservadors de la ciutat de Tortosa. Entre d'altres, fou vocal de la Junta Diocesa el 1890 i aquell mateix any també fou membre del Congrés Catòlic celebrat a Saragossa. També fou el president de la Congregació de Maria Immaculada i de Sant Lluís Gonzaga. En l'àmbit professional, cal destacar que el 1895 fou triat com a secretari de la Junta del Col·legi d'Advocats de Tortosa, i que amb l’arribada del Banc d'Espanya a Tortosa l'octubre de 1903 va ser nomenat advocat d'esta sucursal.
Pel que fa a la seva carrera política, i malgrat les seves creences religioses integristes, a partir del 1894 basculà cap a tendències més liberals. Així, des del 1897 fou el cap del Partit Liberal de Tortosa, aglutinant així totes les tendències liberals que van sorgir al voltant del Casino Liberal Dinástico de la ciutat. Ja com a diputat provincial, ho fou pel districte de Tortosa-Roquetes entre 1894 i 1914, al llarg de deu legislatures. Durant aquests vint anys fou membre de diverses comissions, algunes d'elles especials, com la de la Casa de Beneficència de Tortosa del 1894 al 1899 (representant a la comissió catalana que gestionava la divisió de béns de l’antic Hospital de la Santa Creu de Barcelona), la Junta Provincial del Cens Electoral entre 1898 i 1899, la Comissió Mixta de Reclutament de 1901 a 1902, i la Comissió Provincial d’Estadística del Treball entre els anys 1905-1908. Ocasionalment també fou designat per treballar en comissions més específiques, com la que es va formar el 27 de novembre de 1895, per a la reestructuració dels serveis provincials, o la creada en la legislatura de 1901-1902, per a l’aixecament de la delegació d’Hisenda.
El 1928 fou elegit diputat primer del Col·legi d’Advocats de Tortosa. L'agost del 1936, enmig de l’onada revolucionària, fou detingut i assassinat per milicians a Tarragona quan intentava fugir cap a Barcelona.